# Pseudonacaduba
Pseudonacaduba is een geslacht van vlinders van de familie van de Lycaenidae, uit de onderfamilie van de Polyommatinae. Soorten van dit geslacht komen voor in tropisch Afrika.

## Soorten
- P. aethiops (Mabille, 1877)
- P. sichela (Wallengren, 1857)